# Формула-3
Формула-3 (F3) — клас автомобільних перегонів з відкритими колесами, що вважається однією з головних сходинок у кар'єрі гонщиків на шляху до Формули-1. Чемпіонати Ф3 проводяться з початку 1950-х років та стали важливим етапом підготовки майбутніх зірок автоспорту.

## Історія
Перші змагання у класі Формула-3 з'явилися в Європі у 1950 році, коли FIA ввела нову категорію для молодих гонщиків. Основною метою було створення доступнішої серії з відносно простими та дешевими болідами, щоб забезпечити перехід із картингу до вищих формул.
Протягом десятиліть Формула-3 стала стандартом підготовки до професійних перегонів. У ній виступали багато майбутніх чемпіонів Формули-1, зокрема Айртон Сенна, Міхаель Шумахер, Льюїс Гамільтон, Себастьян Феттель та Макс Ферстаппен.

## Технічні характеристики
Сучасні боліди Формули-3 є одномісними автомобілями з відкритими колесами та аеродинамічними елементами, наближеними до машин вищих формул.
- Об'єм двигуна: до 3,4 л (атмосферні, близько 380 к.с.).
- Вага машини: приблизно 670 кг з гонщиком.
- Максимальна швидкість: понад 300 км/год.
- Шасі: виготовляються спеціалізованими компаніями (наприклад, Dallara).

## Чемпіонати
На різних етапах існувало багато національних і регіональних чемпіонатів Ф3:
- Європейська Формула-3
- Британська Формула-3
- Німецька Формула-3
- Японська Формула-3

У 2019 році FIA створила єдиний міжнародний чемпіонат FIA Формула-3, що проводиться у складі гоночних вікендів Формули-1.

## Відомі пілоти
Багато чемпіонів та пілотів Формули-1 пройшли через Ф3. Серед них:
- Айртон Сенна
- Міка Хаккінен
- Льюїс Гамільтон
- Себастьян Феттель
- Макс Ферстаппен